# Na Do-hyang
Na Do-hyang (1902 – 1927) fue un escritor coreano nacido en Seúl.

## Biografía
Se graduó de la escuela Paichai y entró en la Universidad Nacional de Gyungsung de Medicina. Aunque fue a Japón a buscar fama en la literatura, su búsqueda no duró mucho, porque no tenía dinero suficiente para mantenerse. Trabajó como profesor en una escuela secundaria en Andong, provincia de Gyeongsang.
Empezó su carrera como escritor con la publicación de "La vida de un hombre joven" (hangul: 젊은이의 시절). Sus trabajos más conocidos son "El molino de agua" (물레방아), "La morera" (뽕) y "Samryong el sordo".

## Obra
Usó el sobrenombre Na bin.
Sus primeras obras son tristes y románticas: "La vida de un hombre joven" y "Alegría" (환희). Sin embargo sus obras cambiaron del romanticismo al realismo: "Hijo del cuarto de sirvientes" <행랑 자식> y "Antes de que ella se encuentre" (자기를 찾기 전), en la cual describe a un hombre que supera las dificultades gracias a su fuerza de voluntad. Sus trabajos describen los pobladores y la vida de las aldeas en los años veinte para dar cuenta de la sociedad y la realidad de su tiempo.
El Instituto de Traducción de Literatura de Corea analiza su obra de este modo:
Las primeras obras de Na Do-hyang revelan inclinaciones románticas características de un autor que aún no ha adquirido una perspectiva madura. "La vida de un hombre joven" (Jeolmeuniui sijeol), el relato con el que debutó, y "No llores cuando abraces a la estrella" (Byeoreul angeodeun uljina malgeol) están llenos de sentimentalismo y se los ha criticado a menudo por tener demasiados adjetivos. Con la publicación de "La mujer barbera" (Yeo-ibalsa, 1923), empezó a distanciarse de la visión romántica para adquirir una perspectiva más objetiva y realista. "Samryong el mudo" (Beongeori samnyongi), una de sus obras más conocidas, da una visión trágica de la vida de un sirviente mudo y feo que se enamora de su guapa y amable señora. El desafortunado amor del sirviente se asimila a la admiración del ser humano por la belleza absoluta e inalcanzable. Siendo un relato naturalista y realista en esencia, también muestra conocimiento de los problemas de clase y preocupación por aquellos en el escalón más bajo de la sociedad. Aunque nunca se unió al movimiento literario del proletariado, continuó explorando la desalentadora realidad de los miserables en "La morera", la historia de una mujer que se prostituye a los aldeanos para poder sobrevivir. El tema recibe un tratamiento más pronunciado en "El molino de agua" (Mullaebanga): un granjero arrendataria, cuya mujer es seducida por el terrateniente, termina asesinando a su mujer y suicidándose. Aunque el amor sigue siendo el tema dominante en sus trabajos posteriores, no es una visión meramente romántica, sino que es una herramienta para investigar ña brutalidad emergente en los seres humanos, además de la corrupción sexual causada por una sociedad injusta.